# Hestiasula moultoni
Hestiasula moultoni är en bönsyrseart som beskrevs av Giglio-tos 1915. Hestiasula moultoni ingår i släktet Hestiasula och familjen Hymenopodidae. Inga underarter finns listade i Catalogue of Life.